# Enzo Ghinazzi 1
Enzo Ghinazzi 1 è un album di Pupo, pubblicato nel 1992.
È la prima raccolta del cantante, contenente 6 inediti.

## Tracce
1. La mia preghiera
2. La Luna
3. Quel sapore di mare
4. Stanotte ho scritto una canzone
5. Dove sarai domani
6. Dalle 5 alle 6
7. Dimmi che cos'è
8. È vero
9. Di nuovo tu
10. La mia anima